# António da Hornay
Der Topasse António da Hornay (* 1613; † 1693) war Generalkapitän (Capitão-mor) von Solor und Timor. In dieser Funktion war er de facto der Herrscher der Topasse und der de jure portugiesischen Besitzungen auf den Kleinen Sundainseln.
António da Hornay war der Sohn von Jan da Hornay (d´Ornay), der als Kommandant der Festung von Solor 1629 von der Niederländischen Ostindien-Kompanie abfiel und den Stützpunkt den Portugiesen übergab. In Larantuka heiratete er eine timoresische Sklavin und gründete mit seinen zwei Söhnen António und Francisco einen mächtigen Familienclan. Konkurrent um die Macht waren die Costas, die von Antónios Waffengefährten Mateus da Costa abstammten.
1656 vernichteten die Topasse unter António da Hornay und Mateus da Costa eine niederländische Militärexpedition beim Dorf Amarasi, die gegen sie ausgeschickt worden war, und zwangen sie so, die gerade eroberte Festung von Kupang wieder aufzugeben. Der portugiesische Vizekönig in Goa nutzte schließlich die Rivalität zwischen den Familienclans. Er sandte sowohl an António da Hornay als auch an Mateus da Costa den gleichen Brief, in dem er sie jeweils zu seinem Repräsentanten und Capitão-mor erklärte, sofern derjenige die Macht innehabe. Diese lag zu diesem Zeitpunkt bei António, Mateus akzeptierte dies aber nicht und berief sich dabei auf eine frühere Ernennung. Ein blutiger Machtkampf zwischen den Familien begann und führte später zur Machtteilung innerhalb der Topasse. Von 1671 an konnte Mateus auch den Titel des Capitão-Mor für sich beanspruchen, doch starb er 1673. Nach einem kurzen Intermezzo durch Manuel da Costa Vieira gewann António da Hornay noch im selben Jahr den Titel zurück. Ab 1673 regierte António da Hornay de facto als Fürst über Larantuka, Solor und Teile Timors.
António da Hornay wird von den Niederländern als so rücksichtslos beschrieben, dass sie hofften, die Timoresen würden sich deswegen gegen ihn und die Portugiesen wenden. Nach dem Tod von António da Hornay 1693 wurde er von Pater António de Madre de Deus und schließlich von seinem Bruder Francisco da Hornay abgelöst.